# Partido del Trabajo (Países Bajos)
El Partido del Trabajo (neerlandés: Partij van de Arbeid, PvdA), es un partido político socialdemócrata neerlandés.
El PvdA fue fundado en 1946, a partir de la fusión entre el Partido Socialdemócrata de los Trabajadores, la Liga Democrática por la Libertad de Pensamiento y la Unión Demócrata Cristiana. El PvdA pretendía ser un 'partido de ruptura', que rompiera con el sistema de verzuiling ("columnización"), la fragmentación de la sociedad en grupos ideológicos diferentes. Políticos destacados del PvdA fueron Willem Drees (presidente del gobierno entre 1946 y 1958), Joop den Uyl (1973-1977) y Wim Kok (1994-2002).
- En las elecciones de 2003 obtuvo 42 escaños, siendo la segunda fuerza política del parlamento.
- En las elecciones de 2006 obtuvo 33 escaños, con lo que mantiene esa segunda posición.
- En las elecciones de 2010 obtuvo 30 escaños, aún manteniendo la segunda posición en el parlamento.
- En las elecciones de 2012 obtuvo 38 escaños, siguiendo así en la segunda posición en el parlamento.
- En las elecciones de 2017 obtuvo 9 escaños, descendiendo a la séptima posición.
- En las elecciones de 2021 obtuvo 9 escaños, ascendiendo a la sexta posición pero manteniendo su nivel de representación.

La líder del PvdA es Lilianne Ploumen.

## Resultados electorales
| Año   | Votos          | %     | Resultado | +/-         | Gobierno              |
| ----- | -------------- | ----- | --------- | ----------- | --------------------- |
| 1946  | 1.347.940 (#2) | 28,31 | 29/100    | 6           | Coalición             |
| 1948  | 1.263.058 (#2) | 25,60 | 27/100    | 2           | Coalición             |
| 1952  | 1.545.867 (#1) | 28,97 | 30/100    | 3           | Coalición             |
| 1956  | 1.872.201 (#1) | 32,69 | 50/150    | 20          | Coalición (1956-1958) |
| 1956  | 1.872.201 (#1) | 32,69 | 50/150    | 20          | Oposición (1958-1959) |
| 1959  | 1.821.285 (#2) | 30,36 | 48/150    | 2           | Oposición             |
| 1963  | 1.753.025 (#2) | 28,01 | 43/150    | 5           | Oposición (1963-1965) |
| 1963  | 1.753.025 (#2) | 28,01 | 43/150    | 5           | Coalición (1965-1966) |
| 1963  | 1.753.025 (#2) | 28,01 | 43/150    | 5           | Oposición (1966-1967) |
| 1967  | 1.620.447 (#2) | 23,55 | 37/150    | 6           | Oposición             |
| 1971  | 1.554.733 (#1) | 24,60 | 39/150    | 2           | Oposición             |
| 1972  | 2.021.454 (#1) | 27,34 | 43/150    | 4           | Coalición             |
| 1977  | 2.813.793 (#1) | 33,83 | 53/150    | 10          | Oposición             |
| 1981  | 2.458.452 (#2) | 28,29 | 44/150    | 9           | Coalición             |
| 1982  | 2.503.517 (#1) | 30,4  | 47/150    | 3           | Oposición             |
| 1986  | 3.051.678 (#2) | 33,3  | 52/150    | 5           | Oposición             |
| 1989  | 2.835.251 (#2) | 31,9  | 49/150    | 3           | Coalición             |
| 1994  | 2.153.135 (#1) | 23,97 | 37/150    | 12          | Coalición             |
| 1998  | 2.494.555 (#1) | 28,98 | 45/150    | 8           | Coalición             |
| 2002  | 1.436.023 (#4) | 15,11 | 23/150    | 12          | Oposición             |
| 2003  | 2.631.363 (#2) | 27,26 | 42/150    | 19          | Oposición             |
| 2006  | 2.085.077 (#2) | 21,19 | 33/150    | 9           | Coalición (2006-2010) |
| 2006  | 2.085.077 (#2) | 21,19 | 33/150    | 9           | Oposición (2010)      |
| 2010  | 1.848.805 (#2) | 19,63 | 30/150    | 3           | Oposición             |
| 2012  | 2.340.750 (#2) | 24,8  | 38/150    | 8           | Coalición             |
| 2017  | 599.699 (#7)   | 5,7   | 9/150     | 29          | Oposición             |
| 2021  | 597.192 (#6)   | 5,73  | 9/150     | Sin cambios | Oposición             |
| 2023a | 1.643.073 (#2) | 15,75 | 12/150    | 3           | Oposición             |

a En lista conjunta con Izquierda Verde.

### Elecciones europeas
| Año   | Votos          | %     | Resultado | +/-         |
| ----- | -------------- | ----- | --------- | ----------- |
| 1979  | 1.722.240 (#2) | 30,39 | 9/25      |             |
| 1984  | 1.785.165 (#1) | 33,70 | 9/25      | Sin cambios |
| 1989  | 1.609.626 (#2) | 30,70 | 8/25      | 1           |
| 1994  | 945.869 (#2)   | 22,88 | 8/31      | Sin cambios |
| 1999  | 712.929 (#2)   | 20,11 | 6/31      | 2           |
| 2004  | 1.124.549 (#2) | 23,60 | 7/27      | 1           |
| 2009  | 548.691 (#3)   | 12,05 | 3/26      | 4           |
| 2014  | 446.763 (#5)   | 9,40  | 3/26      | Sin cambios |
| 2019  | 1.045.293 (#1) | 18,9  | 6/29      | 3           |
| 2024a | 1.314.428 (#1) | 21,09 | 4/31      | 2           |

a En lista conjunta con Izquierda Verde.